# Пост электрической централизации

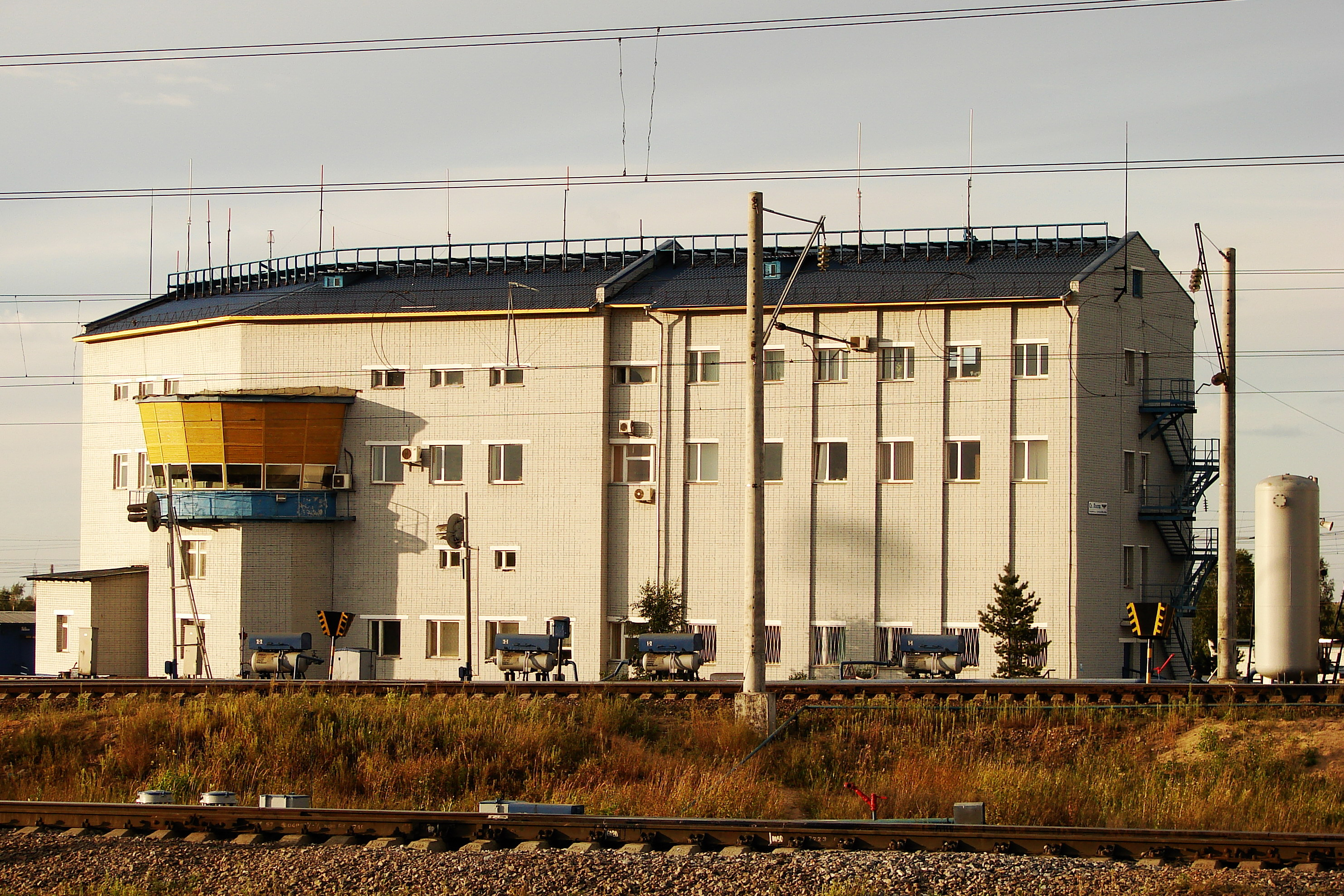
Пост ЭЦ

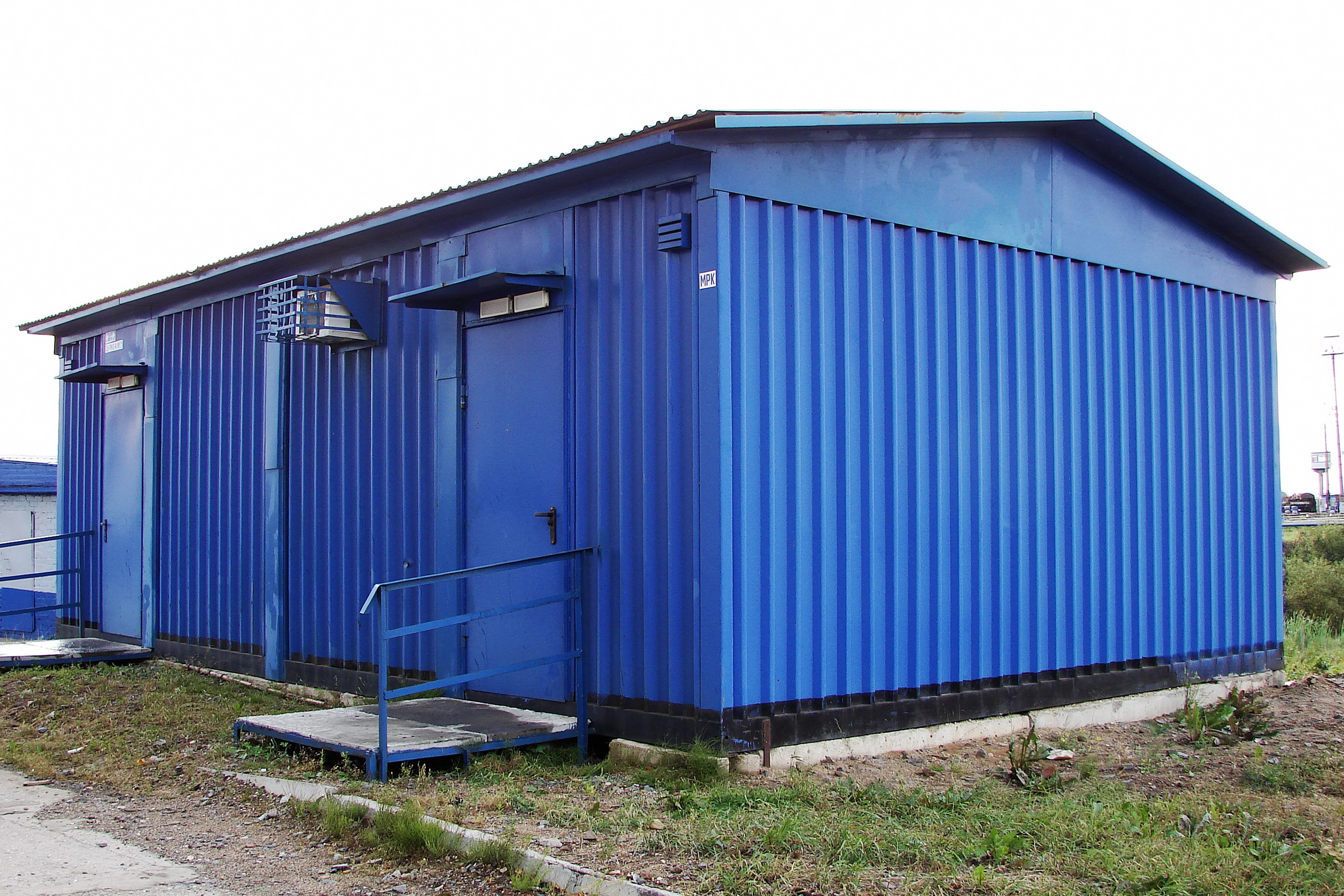
Здание (модуль) поста электрической централизации

Пост электрической централизации (пост ЭЦ) — помещение на железнодорожной станции (здание, транспортабельный модуль), в котором располагается комплекс технических средств для управления движением поездов и маневровых единиц на станциях и сортировочных горках, обеспечивающих функционирование сигналов (светофоров), стрелок, их взаимозависимость, установку и замыкание маршрутов, контроль проследования поездов по маршрутам, размыкание маршрутов.
На посту электрической централизации располагается служебный кабинет дежурного по станции. На посту электрической централизации расположен основной рабочий инструмент дежурного по станции — это пульт-управление целой станции, на нём изображена схема всей станции (пути, светофоры, стрелочные переводы), а также есть встроенные кнопки приготовления маршрутов поездов, стрелочные рукоятки для управления стрелочными переводами, имеется также коммутатор, поездная и маневровая радиосвязь, громкоговорящая парковая связь для объявлений пассажирам. У него в подчинении находятся: составители поездов, сигналисты постов. Дежурный по станции подчиняется только начальнику станции и в оперативном порядке поездному диспетчеру.

## Модульный пост ЭЦ
Модуль блок-поста предназначен для размещения технологического оборудования устройств СЦБ, связи и радио при капитальном ремонте пути. Он представляет собой готовое здание контейнерного типа с установленной и практически готовой к эксплуатации аппаратурой. На заводе изготовителе по каждой станции проводятся пусконаладочные работы.
Питание модуля осуществляется от однофазной сети переменного тока. Для защиты людей от поражения электрическим током предусмотрена установка УЗО (устройство защитного отключения).
Модуль временного блок-поста может транспортироваться автомобильным и железнодорожным видами транспорта. Погрузка-выгрузка модулей производится стандартной крановой техникой соответствующей грузоподъёмности